# Piazza Carlo Giuliani ragazzo
Piazza Carlo Giuliani ragazzo è un album compilation inciso da artisti vari e pubblicato nel 2002 dall'organizzazione ONLUS Comitato Piazza Carlo Giuliani.

## L'album
Il "Comitato Piazza Carlo Giuliani O.N.L.U.S." ha dedicato l'album alla memoria di Carlo Giuliani, dimostrante rimasto ucciso durante gli scontri del G8 di Genova del 2001. Ha inoltre dichiarato di aver devoluto l'incasso dell'album a varie opere di solidarietà internazionali, fra cui Medici Senza Frontiere, Emergency e molte altre.
L'album vede la collaborazione di vari artisti musicali, fra i quali: Modena City Ramblers, 99 Posse, La Banda Bassotti, Daniele Sepe, Yo Yo Mundi, Africa Unite, Meganoidi, Subsonica, Les anarchistes, e Mau Mau. L'ultima traccia è interpretata da Pierugo e Marika, due amici di Carlo Giuliani.

## Tracce
1. Red Hacker – 2001 Bella ciao – 3:45
2. Modena City Ramblers – La legge giusta – 3:58
3. 99 Posse – Odio/Rappresaglia (live Savona 26-07-2001) – 5:38
4. Vito Rorro – Dalla foce al porto – 5:02
5. Banda Bassotti – L'altra faccia dell'impero – 2:21
6. Daniele Sepe – Luchin – 3:43
7. Yo Yo Mundi – Ambaradan – 3:32
8. Africa Unite – Salmodia – 4:37
9. Meganoidi – New Enemy – 1:33
10. Subsonica – Sole silenzioso – 5:20
11. Marco Chiavistrelli – E io sono qui – 4:58
12. Les anarchistes – Su fratelli pugnamo da forti – 5:58
13. Mau Mau – Micasa tucasa – 4:00
14. Andrea Sisti – Non ricordo più del mare – 5:13
15. Kevlar – Dove vai ragazzo – 5:33
16. 99 Posse – Comincia adesso – 4:04
17. Pierugo & Marika – Volere volare – 2:29